# リンダ・テイラー
リンダ・テイラー（本名 マーサ・ルイーズ・ホワイト）c. 1926年1月 – 2002年4月18日）は、アメリカ合衆国の女性。大規模な福祉給付不正受給を犯したとされ、1974年秋に『シカゴ・トリビューン』に掲載された記事により「福祉の女王（英: Welfare_queen）」として知られた。大統領候補だったロナルド・レーガンは、1976年の大統領選挙予備選挙に際し、福祉削減の必要性を訴求するためにテイラーの事例を活用した。彼女の犯罪行為は福祉詐欺にとどまらず、暴行、窃盗、保険金詐欺、 重婚、 誘拐、 さらには殺人にまで及んだ可能性があるとされる。

## 出生と幼少期
テイラーは、リディア・ムーニー・ホワイトによってテネシー州ゴールドダストで生まれた。ホワイト一家は、アラバマ州サミットから移住して数ヶ月後だった。出生証明書は発行されていないが、伝記作家ジョシュ・レヴィン（Josh Levin）は、テイラーの親族から提供された他の情報に基づき、出生は1925年から1927年の間、おそらく1926年1月ごろだったと推定している。 出生時の名は、マーサ・ルイーズ・ホワイトであった。1926年10月、母のリディア・ホワイトはジョセフ・ジャクソン・ミラーと結婚し、その後のアメリカ合衆国国勢調査記録には夫妻の娘として「マーサ・ルイーズ・ミラー」が記載されていた。 テイラーの生物学的な父親は不明である。国勢調査記録や裁判の証言としてテイラーの親族が提供した情報はさまざまだったが、人種として「白人」と認識していることは共通していた。親族内には、テイラーの父親は黒人だという噂もあったが、リディア・ホワイトは認めることができなかった。当時のアラバマ州には異人種間結婚禁止法があり、重罪で有罪判決を受ける可能性があったからである。
1940年、テイラーは13歳で、小学校2年生までしか学校に通っていなかった。 10代で家を出て太平洋岸へ向かい、20歳になる前に、浮浪・秩序紊乱・売春の容疑によりシアトルで3回逮捕された。1948年には、未成年者の非行を助長した罪（子どもの面前での性行為）によりオークランドで逮捕された。彼女は子どもたちを連れて米国内を放浪した後、1950年代後半、イリノイ州ピオリアに定住した。 1960年ごろ、彼女は3人の子供と共に同州シカゴに移住した。
テイラーは6回結婚した。最初の2回の結婚で5人の子供をもうけたが、いずれも離婚で終わった。 彼女と放浪生活を共にした4人の子どもは、1941年・1948年・1950年に生まれた3人の息子と1950年代初頭に生まれた娘であったことが、記録および周囲の人々の記憶によって確認されている。
生涯を通じて、テイラーが語る自身の民族的・人種的アイデンティティは、黒人・アジア系・ヒスパニック・ユダヤ系など多様であり、自身の年齢についても同様であった。1974年、行政職員は「彼女は20代前半から50代前半までの任意の年齢を主張できるようだ」と述べた。 最も知られている氏名は「リンダ・テイラー」であったが、報道によると、彼女は最大80種類の氏名を使用し、しばしば、偽造した身分証明書によって実在を裏付けていた。彼女の別名には、リンダ・ベネット、コニー・ジャヴィス、リンダ・ジョーンズ、コンスタンス・ロイド、リンダ・リンチ、リンダ・マルレクソ、 リンダ・レイ、コンスタンス・レイヌ、リンダ・ショルビア、リンダ・テイラー、コンスタンス・ウェイクフィールド、コンニー・ウォーカーなどがある。また『導師』の称号を使用したり、看護師・医師・ハイチのブードゥー教の霊的アドバイザーを偽装することもあった。

## 逮捕、裁判、およびメディア報道
1974年8月8日、テイラーは警察に被害届を提出し、1万4000ドル相当（2023年時点の$86,000と同等）の現金・宝石・毛皮を盗まれたと主張した。シカゴの刑事ジャック・シャーウィンとジェリー・カッシュは、以前の類似の報告から彼女を特定し、偽証の疑いで捜査を開始、後に起訴した。さらに、彼女のアパートでシャーウィンが複数の異なる氏名で発行された福祉給付金の小切手を見つけたため、福祉詐欺の容疑が追加された。
捜査の結果、シェヴィンはテイラーがミシガン州で福祉詐欺の容疑で指名手配されていたことを発見した。彼女は1974年8月末、ミシガン州への移送を視野に入れて逮捕されたが、保釈金を支払ってで釈放された。この後、テイラーは逃亡したが、1974年10月9日にアリゾナ州ツーソンで逮捕された。 州検察官と連邦検察官は大きな関心を示さなかったが、シカゴのメディアは捜査官の話に関心を示した。イリノイ州議会の議員たちや、知事ダン・ウォーカーと彼の反対派も関心を示し、福祉詐欺を制御することは難しいという主張の根拠としてテイラー事件のメディア報道記事を引用した。
テイラーがイリノイ州に戻った後、検察は詐欺・偽証・重婚の31件の起訴状を用意し、彼女が複数の名前で福祉と社会保障給付金を不正に受給したと主張した。 彼女の弁護士であったR. Eugene Pinchamは、裁判を1977年3月まで延期させることに成功し、80の偽名と10万ドル以上の不正受給に関する容疑は、4つの偽名による8000ドルの不正受給、陪審での証言における偽証容疑に絞られた。—4つの偽名を通じて不正に取得した資金に関するもの。重婚容疑は取り下げられた。裁判期間は3週間に満たず、陪審員による7時間の審議により、1977年3月17日に有罪判決が言い渡され、テイラーは福祉詐欺の罪で2年から6年の懲役刑、偽証罪で1年の懲役刑を受けることとなった。また、刑は連続して執行されることになった。テイラーの服役は、1978年2月16日に開始された。
ロナルド・レーガンは、1976年の共和党大統領予備選の候補者として、「福祉国家が崩壊している」という主張を繰り返し、リンダ・テイラーの事件にも言及した。しかし、彼女の名前は明言しなかった。 1976年1月、ニューハンプシャー州予備選を控えた選挙集会で、レーガンは彼女の収入が年間15万ドル（2023年時点の$803,000と同等）であると主張した。その金額は、『シカゴ・トリビューン』の報道に基づいていた。 共和党指名争いでジェラルド・フォードに敗れた後、レーガンは10月のラジオ放送で「彼女の収入は100万ドルと推定されている」と述べたが、ジョシュ・レヴィンによると出典不明である。またレーガンは、彼女がキャデラックを含む3台の新車を所有していると述べ、それは事実だった。 その後、彼女が不正受給した金額は4万ドル（2023年時点の$187,000と同等）に達すると推定されている。しかし確証の収集は困難であり、8000ドル程度の窃盗の罪によって起訴されることとなった。

## その他の犯罪の可能性
テイラーは誘拐犯であり、おそらく殺人犯もであると考えられていたが、これらの容疑は捜査によっても適切に立証されなかった。 1970年代から1980年代にかけて、彼女の知人3人が不審な状況下で死亡した。 またテイラーは、1964年4月下旬にシカゴのマイケル・リース病院から乳児ポール・ジョセフ・フロンチャクを看護師を装って誘拐した女性ではないかと考えられている。テイラーの息子は、母親が頻繁に他人の子どもを連れてきたと述べており、警察も彼女に容疑をかけていた。遺伝子鑑定の結果、2019年12月、ポール・フロンチャクは生存しており、ミシガン州に住んでいることが確認された。

## 晩年と死
テイラーは、1980年4月11日に仮釈放された。 観察期間は、1981年5月26日に終了した。 テイラーは、1974年に逮捕される直前に結婚していたシャーマン・レイと同居したが、 1983年8月25日、レイはウィルトゥルー・ロイドに射殺された。しかし事故と判定され、テイラーはレイの生命保険金を受け取った。 ロイドとテイラーはフロリダ州に移住し、1986年3月に結婚した。ロイドが1992年に死亡した際、テイラー（リンダ・リンチという偽名を使用）は彼の法定相続人として登録されたが、妻ではなく孫娘であると主張した。 テイラーは2002年4月18日、シカゴ近郊のインガーズ記念病院で心臓発作により死亡した。遺体は火葬された。

### 引用文献
- Levin, Josh (2019). The Queen:  The Forgotten Life Behind an American Myth. New York: Little, Brown and Company. ISBN 9780316513302